# Atletismo nos Jogos Pan-Americanos de 1983 - Salto em distância feminino
A prova do salto em distância feminino nos Jogos Pan-Americanos de 1983 foi realizada em Havana, Cuba.

## Medalhistas
| Ouro                              | Prata                       | Bronze                         |
| Kathy McMillan USA Estados Unidos | Eloína Hechavarría CUB Cuba | Pat Johnson USA Estados Unidos |

## Resultados
| Posição           | Nome               | Nacionalidade      | Marca | Notas |
| ----------------- | ------------------ | ------------------ | ----- | ----- |
| Medalha de ouro   | Kathy McMillan     | USA Estados Unidos | 6.70  |       |
| Medalha de prata  | Eloína Hechavarría | CUB Cuba           | 6.61  |       |
| Medalha de bronze | Pat Johnson        | USA Estados Unidos | 6.33  |       |
| 4                 | Shonel Ferguson    | BAH Bahamas        | 6.31  |       |
| 5                 | Tudie McKnight     | JAM Jamaica        | 6.19  |       |
| 6                 | Esmeralda García   | BRA Brasil         | 6.18  |       |
| 7                 | Adelina Polledo    | CUB Cuba           | 6.14  |       |
| 8                 | Karen Nelson       | CAN Canadá         | 6.13  |       |